# Urocotyledon rasmusseni
Urocotyledon rasmusseni — вид геконоподібних ящірок родини геконових (Gekkonidae). Ендемік Танзанії. Вид названий на честь данського герпетолога Єнса Бьодткера Расмуссена.

## Поширення і екологія
Urocotyledon rasmusseni мешкають в національному парку Удзунгва-Маунтінз в горах Удзунгва у центральній частині Танзанії, в регіоні Іринга. Вони живуть в сухих гірських лісах на західних схилах гір, на висоті 1188 м над рівнем моря. Ведуть нічний спосіб життя, живляться безхребетними, відкладають яйця.